# Lijst van oorlogsmonumenten in Aalsmeer
De Nederlandse gemeente Aalsmeer heeft 4 oorlogsmonumenten. Hieronder een overzicht.
| Nr.  | Object                  | Herdachte groep                                                                                              | Ontwerper            | Onthulling | Type         | Locatie                       | Plaats      | Coördinaten                   | Foto                    |
| ---- | ----------------------- | --- | -------------------- | ---------- | ------------ | ----------------------------- | ----------- | ----------------------------- | ----------------------- |
| 3111 | Short Stirling-monument | geallieerde militairen                                                                                       |                      |            | overig       | Schweitzerstraat, 1433 AC     | Kudelstaart | 52° 14' 9" NB, 4° 45' 12" OL  | Short Stirling-monument |
| 3264 | Oorlogsmonument         | militairen in dienst van het Ned. Kon. 1940-1945, burgerslachtoffers, vervolgden Nederland, verzet Nederland |                      |            | gedenksteen  | Drie Kolommenplein 1, 1430 AG | Aalsmeer    | 52° 15' 60" NB, 4° 45' 2" OL  | Oorlogsmonument         |
| 3279 | Gedenkraam              | algemeen | Femmy Schilt-Geesink | 1950       | glas-in-lood | Dorpsstraat 9, 1431 CA        | Aalsmeer    | 52° 16' 12" NB, 4° 44' 47" OL |                         |
| 3627 | Hell's Fury             | geallieerde militairen                                                                                       | Joop Kok             | 4 mei 2011 | zuil         | G. den Hertoglaan, 1432 PV    | Aalsmeer    | 52° 16' 33" NB, 4° 48' 7" OL  | Hell's Fury             |

Aalsmeer ·
Alkmaar ·
Amstelveen ·
Amsterdam ·
Bergen ·
Beverwijk ·
Blaricum ·
Bloemendaal ·
Castricum ·
Den Helder ·
Diemen ·
Dijk en Waard ·
Drechterland ·
Edam-Volendam ·
Enkhuizen ·
Gooise Meren ·
Haarlem ·
Haarlemmermeer ·
Heemskerk ·
Heemstede ·
Heiloo ·
Hilversum ·
Hollands Kroon ·
Hoorn ·
Huizen ·
Koggenland ·
Landsmeer ·
Laren ·
Medemblik ·
Oostzaan ·
Opmeer ·
Ouder-Amstel ·
Purmerend ·
Schagen ·
Stede Broec ·
Texel ·
Uitgeest ·
Uithoorn ·
Velsen ·
Waterland ·
Weesp ·
Wijdemeren ·
Wormerland ·
Zaanstad ·
Zandvoort